# Ramon Serra i Toneu
Ramon Serra i Toneu   (Taradell, 1880 - La Línea de la Concepción, 1943) va ser un escriptor d'obres de poesia i teatre tradicional, col·laborador de la premsa local i barcelonina, corrector en cap de La Veu de Catalunya i de l'editorial Tipografía Emporium i col·laborador de Pompeu Fabra a l'Institut d'Estudis Catalans. Va formar-se al Seminari de Vic, on va estudiar humanitats i filosofia. Fou membre de l'Associació Catalana de Premsa i va ser un dels signants de la Lletra de gratitud dels escriptors de Catalunya.

## Trajectòria professional
Ramon Serra i Toneu va iniciar-se professionalment en l'àmbit del periodisme, primer com a col·laborador de la premsa vigatana a El Norte Catalán, i més tard dels diaris L'Opinió i El Feliuenc.
A continuació va obtenir una plaça de corrector a La Veu de Catalunya, feina a partir de la qual va conèixer Pompeu Fabra en presentar-li una ponència sobre ortografia i sintaxi. Això li va valdre l'ingrés a l'oficina de correcció de la Secció Filològica de l'Institut d'Estudis Catalans, on s'encarregava de fer la revisió dels originals abans d'enviar-los a impremta.
Simultàniament a aquesta tasca va desenvolupar una considerable labor creativa en l'àmbit de la poesia i el teatre.

### Els fruits tardans[6]
Recull de l'obra poètica de Serra i Toneu editada per Tipografía Emporium l'any 1925. S'hi recullen un total de 29 poesies dividides en sis capítols: Amatòries; Imprecació; Medievals; Monorima; Epigramàtiques; Impressions. Destaquen especialment les poesies "A armes! A armes!" dedicada a Pompeu Fabra, "Almodis", dedicada a Valls i Taberner, i "Cançó d'hostal". Aquesta obra va rebre els elogis d'autors tan significatius com Narcís Oller, Joaquim Ruyra i Josep Carner.

### De mort a vida[6]
Novel·la impresa per Altés l'any 1931. Parla de la trobada de l'autor amb un personatge estrafolari en l'anada i tornada en tren cap a Barcelona. Aquest individu ha comès un crim i això produeix una gran angoixa a l'autor, que pateix per ser la seva nova víctima.

### Lletra de gratitud dels escriptors de Catalunya
Serra i Toneu va ser un dels signants de la Lletra de gratitud dels escriptors de Catalunya tramesa el 7 d'abril del 1924 en resposta al Missatge d'elogi i defensa de la llengua catalana que els escriptors de Madrid havien lliurat al President del Govern militar d'Espanya, al costat d'autors com Àngel Guimerà, Apel·les Mestres, Santiago Rusiñol, Joaquim Ruyra, Víctor Català, Josep Pin i Soler, i Joan Llongueras.

### Llegat
Apareix una dedicatòria "A la memòria del poeta en Ramon Serra i Toneu, mestre i amic" al llibre de poemes Camins de Guerau Mutgè i Sauri, publicat l'any 1949.
Les poesies Bufonada, Carrer de Tamarit i Carrer dels Comtes van ser recollides a l'Antologia Lírica de Barcelona publicada l'any 1950.

## Obra

### Prosa
- De mort a vida: impressions d'un pobre viatger de tercera, poc abans de venir la República, Altés, 1931
- El comediògraf
- La dona dels ulls blancs

### Poesia
- Fruits tardans, Emporium, 1925

### Teatre
- Il·lusions: drama en un acte, Biblioteca l'Escon, 1909
- L'escabellada, estrenada l'any 1936
- Pare nostre...!: drama en tres actes i en vers, Salvador Bonavía Llibreter, 1922. Estrenada al Teatre Romea l'any 1923
- Un cap de núvol: drama en un acte, Biblioteca l'Escon, 1907
- Un malalt de cuidado: comèdia en dos actes i en vers, Vilá y Compá., 1903

### Assaig
- Aquella feina que no es veu, sobre la feina de corrector, aparegut a La Veu de Catalunya (1929).[7]